# Deve Gowda
Haradanahalli Doddegowda Deve Gowda (18 de maio de 1933) foi o décimo quarto primeiro-ministro da Índia (1996–1997) e o décimo quarto chefe do estado de Karnataka (1994–1996). Ele foi anteriormente o 14º ministro-chefe de Karnataka de 1994 a 1996. 

## Vida
Nascido em uma família de agricultores humildes, ingressou no Congresso Nacional Indiano em 1953, e permaneceu como membro até 1962. Foi preso durante o estado de Emergência, que foi declarado no período de 21 meses a partir de 1975 para 1977. Ele se tornou presidente da unidade estadual de Janata Dal em 1994 e foi considerado uma força motriz na vitória do partido em Karnataka. Ele serviu como o 14º Ministro Chefe de Karnataka de 1994 a 1996.
Nas eleições gerais de 1996, nenhum partido ganhou assentos suficientes para formar um governo. Quando a Frente Unida, uma coalizão de partidos regionais, formou o governo central com o apoio do Congresso, Deve Gowda foi inesperadamente escolhido para chefiar o governo e se tornou o 12º primeiro-ministro da Índia. Seu mandato como primeiro-ministro durou menos de um ano.

Após seu mandato como primeiro-ministro, ele foi eleito para os dias 12 (1998), 14 (2004), 15 e 16 Lok Sabha, como Membro do Parlamento pelo eleitorado de Hassan Lok Sabha. Ele perdeu as eleições para Lok Sabha em 2019 de Tumkuru, mas foi eleito para Rajya Sabha desde então. Ele é o Presidente Nacional do partido Janata Dal (Secular).